# Olga Kucherenko
Olga Kucherenko (Volgogrado, 5 de noviembre de 1985) es una atleta rusa especialista en salto de longitud, más conocida por ganar la medalla de bronce en el Campeonato Europeo de Atletismo en Pista Cubierta de 2009 de Turín, la medalla de bronce en el Campeonato Europeo de atletismo de 2010 en Barcelona y la medalla de plata en el Campeonato Mundial de Atletismo de 2011 realizado en Daegu.

## Trayectoria
En el año 2008 Olga Kucherenko participó en el mundial indoor de Valencia quedando en la 10.ª posición de la calificación general. En el año 2009, se convirtió en campeona nacional indoor y por lo tanto obtuvo el derecho a ir al campeonato europeo de pista cubierta de Turín en el que quedó en 3ª posición con un salto de 6.82; este mismo año al aire libre logró la 3ª posición en el campeonato nacional en Cheboksary y la 5ª posición en el mundial de Berlín con un salto de 6.77.
En 2010 logró su mejor marca personal en Sochi con 7.13 metros (+2,0). Si bien es cierto llegó al campeonato europeo de Barcelona con la mejor marca mundial del año, logra la 3ª posición con un salto de 6.84 (+2,2).
En 2011 acabó en la segunda posición del campeonato nacional en Cheboksary con 6.86 (0,0) y la misma posición en el mundial con 6.77 (0,0). En 2012 en tanto, mejoró su mejor marca personal hasta los 6.91 logrados en la Governor´s cup en Krasnodar.

## Marcas personales
| Prueba                             | Marca  | Viento | Lugar           | Fecha      |
| ---------------------------------- | ------ | ------ | --------------- | ---------- |
| Salto de longitud                  | 7.13 m | +2,0   | Sochi (RUS)     | 27/05/2010 |
| Salto de longitud (pista cubierta) | 6,91 m |        | Krasnodar (RUS) | 29/01/2012 |